# Mardi Gras (Zachary Richard)
Mardi Gras è un album di Zachary Richard, pubblicato dalla CBS Records nel 1977. Il disco fu registrato allo Studio in the Country a Bogalusa, Louisiana (Stati Uniti) nel 1977.

## Tracce
Lato A
1. Invitation des Mardi Gras – 0:40 (Brano tradizionale, arrangiamento testo e musica di Zachary Richard)
2. Vien don' 'vec moi (High Time) – 3:58 (Zachary Richard)
3. Ma Louisianne – 2:56 (Zachary Richard, James Trussart)
4. Aprés marcher le plancher (Pacing the Floor) – 3:37 (Zachary Richard)
5. Laisse ton amour Éparpiller (Let Your Love Spread) – 3:05 (Zachary Richard)
6. Vol un sourire (Steal a Smile) – 3:35 (Zachary Richard)

Lato B
1. La Chanson des Mardi Gras – 8:12 (Brano tradizionale, arrangiamento testo e musica di Zachary Richard)
2. Travailler c'est trop dur – 3:57 (Brano tradizionale, arrangiamento testo e musica di Zachary Richard)
3. La porte en arrière – 3:21 (D.L. Ménard)
4. Dis bye bye (Le Two Step d'Iota) – 2:54 (Brano tradizionale, arrangiamento testo e musica di Zachary Richard)
5. C'est Bon Jé (Psaume 23 de David en patois créole) – 1:39 (Zachary Richard)

## Musicisti
- Zachary Richard - accordion, chitarra acustica, dulcimer francese, voce
- Bruce Weasel MacDonald - chitarra acustica, chitarra elettrica
- Steve Broussard - chitarra elettrica
- Randy Barras - pedal steel guitar
- Michael Doucet - violino
- Roy Harrington - basso
- Kenneth Blevins - batteria
- John Prados - batteria
- Michel Séguin - percussioni ('tit fer, congas, toubabou drums)